# KV43
KV43 (z anglického King’s Valley 43) je označení hrobky v Údolí králů v níž byl uložen faraon Thutmose IV.

## Poloha
Hrobka se nachází na východním okraji údolí a spolu se hrobkami KV34 a KV35 jej vlastně ohraničují. Místo, stejně jako u dalších dvou zmíněných, bylo pravděpodobně vybráno díky útesům, které nad nimi tyčí. Novější hrobky byly z důvodu změny pohřebního rituálu tesány na jiných místech.

## Historie
Roku 1903 do ní vstoupil Howard Carter a objevil zde řadu předmětů a sbírky základových depozitů.

## Popis
Hrobka je podobná hrobce Amenhotepa II. (KV35), pouze před pohřební komorou se chodba ještě jednou stáčí do pravého úhlu. Jinak rozvržená je také výzdoba. Po vstupu do hrobky následuje schodiště a poté dvě chodby spojené schodištěm. Druhá chodba ústí do komory se šachtou ze které vedou cesty do vedlejší místnosti a do pilířové síně. Pilířová síň je prostřednictvím schodiště, chodby a znovu schodiště spojena s předsíní. Odtud vede krátká chodba do pohřební komory se čtveřicí vedlejších místností.

### Komora se šachtou
V komoře se šachtou (a poté v předsíni) se nachází jediná výzdoba v hrobce. V komoře je vidět scéna, ve které faraon dostává od Usira, Anupa a Hathory znak anch. Podobný výjev se vyskytuje také ve výzdobě hrobky KV35, ovšem v hrobce KV43 se dochovaly i barevně vymalované. Šaty Hathory, oděvy a pokrývky hlavy ostatních vyobrazených postav jsou vypracované do nejpodrobnějších detailů. V době objevu hrobky se uvnitř nacházel provaz, pozůstatek po starověcích vykradačích hrobek, který vedl na dno šachty. Již za vlády Haremheba došlo ke znovuzapečetění vstupu do hrobky. Maja, úředník zodpovědný za tento úkol, pak zanechal na jižní zdi místnosti záznam z jeho inspekční cesty:
| „ | V roce 8… Jeho Veličenstvo nařídilo, aby nosič vějíře po králově pravici, královský písař, představený pokladnice, dohlížitel prací v paláci věčnosti a představený Amonových oslav v Karnaku, Maja, syn vznešeného Iauiho, narození z paní domu Veret, byl pověřen obnovit pohřebiště krále (Thutmose IV.) ospravedlněného ve vznešeném sídle v západní Vasetu. | “ |